# Municipio de Cedar Creek (condado de Wayne)
El municipio de Cedar Creek (en inglés: Cedar Creek Township) es un municipio ubicado en el condado de Wayne en el estado estadounidense de Misuri. En el año 2010 tenía una población de 448 habitantes y una densidad poblacional de 2,3 personas por km².

## Geografía
El municipio de Cedar Creek se encuentra ubicado en las coordenadas 37°16′56″N 90°23′57″O / 37.28222, -90.39917. Según la Oficina del Censo de los Estados Unidos, el municipio tiene una superficie total de 194.56 km², de la cual 193.1 km² corresponden a tierra firme y (0.75%) 1.47 km² es agua.

## Demografía
Según el censo de 2010, había 448 personas residiendo en el municipio de Cedar Creek. La densidad de población era de 2,3 hab./km². De los 448 habitantes, el municipio de Cedar Creek estaba compuesto por el 96.88% blancos, el 0.22% eran afroamericanos, el 0.22% eran amerindios, el 0.89% eran asiáticos, el 0.22% eran isleños del Pacífico, el 0.22% eran de otras razas y el 1.34% pertenecían a dos o más razas. Del total de la población el 0.67% eran hispanos o latinos de cualquier raza.